# ليونارد إس. أونغر
ليونارد إس. أونغر (بالإنجليزية: Leonard S. Unger)‏ هو دبلوماسي أمريكي، ولد في 17 ديسمبر 1917 في سان دييغو في الولايات المتحدة، وتوفي في 3 يونيو 2010 في سيباستوبول في الولايات المتحدة.

## وصلات خارجية
- ليونارد إس. أونغر على موقع إن إن دي بي (الإنجليزية)